# Issoria maximemaculosa
Issoria maximemaculosa är en fjärilsart som beskrevs av Ruggero Verity 1933. Issoria maximemaculosa ingår i släktet Issoria och familjen praktfjärilar. Inga underarter finns listade i Catalogue of Life.